# Frédéric Recordon
Pour les articles homonymes, voir Recordon.
Frédéric Recordon, né à Rances le 4 août 1811 et mort à Écublens le 26 novembre 1899, est un ophtalmologue suisse.

## Biographie
Fils de François-Louis, notaire, et de Rose-Louise Bourgeois, il épouse en 1842 Marie Hooker, fille de James, ingénieur à Portsmouth.
Frédéric Recordon effectue ses études de médecine à Heidelberg et Paris, où il suit les leçons de l'ophtalmologue Julius Sichel. Il revient en Suisse où il devient tout d’abord, durant deux années, interne de Mathias Mayor à l’Hôpital cantonal vaudois. Il devient par la suite médecin de Lavey de 1835 à 1837. Il revient à Lausanne en 1837, il s’établit place Saint-Laurent et pratique la médecine se distinguant très vite en ophtalmologie ; il opère certains malades atteints d’infections oculaires et les héberge dans son propre appartement.
En 1842 sa rencontre avec Elisabeth-Jeanne de Cerjat qui est malade des yeux, offre un tournant décisif à son parcours professionnel. Ils décident avec le soutien financier de William Haldimand de mettre sur pied un hôpital ophtalmique et une école. Il fonde l’Asile des Aveugles, l'acte de fondation est signé le 3 janvier 1843, le 20 novembre 1844, vingt-deux mois plus tard, le projet voit le jour. Sept élèves sont présents, quatre garçons et trois filles de 6 à 16 ans. Membre du premier Comité administratif de l'établissement, Recordon est nommé médecin de l'Asile des Aveugles une année plus tard, poste qu’il occupera de 1844 jusqu’à 1880. Dès 1869 il y est secondé par Marc Dufour qui acquerra par la suite, en tant qu’oculiste, une renommée mondiale.
En même temps que son activité au sein de la fondation, le docteur Recordon entre au conseil de santé du canton de Vaud en 1851 dont il devient vice-président dès 1856. Il est également professeur de médecine légale, en 1862 à l'Académie et professeur d'hygiène en 1869. Il participe aux travaux préparatoires qui aboutiront, en 1873, à la construction de l'Asile de Cery et, en 1883, de l'hôpital cantonal du Champ de l’Air.
Recordon sera également chef du service sanitaire du canton de Vaud (1857-1885). À ce poste, il supervisera l'institution de l'école de pharmacie et de l'asile psychiatrique de Cery en 1873, ainsi que le nouvel hôpital cantonal du Champ de l'Air en 1883.

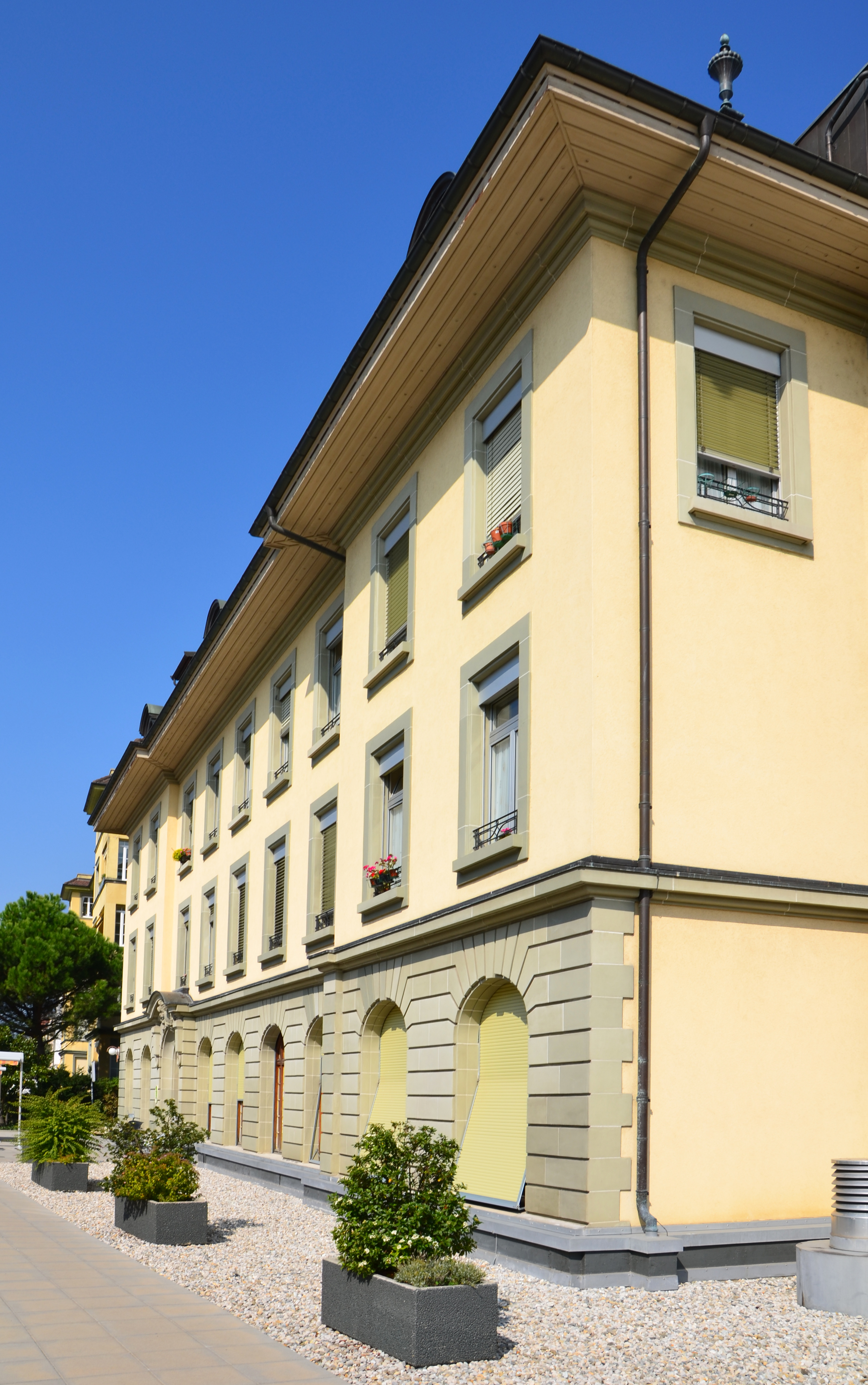
Le home Recordon pour personnes âgées malvoyantes, faisant partie de la Fondation Asile des Aveugles de Lausanne (Suisse)

## Toponymie
Une avenue lausannoise bordant le parc de Valency a été nommée en son honneur, l'avenue Frédéric-Recordon. Le quartier comporte de nombreux lieux liés à ses activités d'ophtalmologue, notamment l'Hôpital Jules-Gonin Fondation Asile des aveugles.

## Sources
- Vincent Barras, « Frédéric Recordon » dans le Dictionnaire historique de la Suisse en ligne, version du 3 mai 2012.
- Uniscope : "Une Française à la tête de l’Hôpital Jules-Gonin".
- Fondation Asile des aveugles, Hôpital Ophtalmique Jules Gonin, EMS.
- M.Dufour, « Le docteur F. Recordon », in Revue médicale de la suisse romande, 1890.
- Musée de l’œil, biographie.
- Revue historique vaudoise, article de Jean Taillens, 1944.